# Nypononvecklare
Nypononvecklare (Cydia tenebrosana) är en fjärilsart som först beskrevs av Philogène Auguste Joseph Duponchel 1843.  Nypononvecklare ingår i släktet Cydia, och familjen vecklare. Arten är reproducerande i Sverige.